# الحرب الأهلية الجورجية
الحرب الأهلية الجورجية كانت حربًا أهلية في جورجيا تتألف من صراعات دولية وصراعات عرقية في أقاليم أوسيتيا الجنوبية (1988-1992) وأبخازيا (1992-1993)، وكذلك أيضًا انقلابًا عسكريًا عنيفًا في 22 ديسمبر 1991 – 31 ديسمبر 1993 ضد أول رئيس لجورجيا منتخب ديمقراطيًا، زفياد غامساخورديا، وانتفاضته اللاحقة في محاولة لاستعادة السلطة (1993).
في حين هُزمت انتفاضة غامساخورديا في نهاية المطاف، أسفرت نزاعات أبخازيا وأوسيتيا الجنوبية عن انفصال الإقليمين بحكم الأمر الواقع عن جورجيا. ونتيجة لذلك، استمر النزاعان مع اندلاع عرضي لأعمال عنف.

## نزاعات إثنية
طالبت الحركات الانفصالية للأقليات العرقية، بشكل رئيسي من جانب الأوسيتيين والأبخاز، باعتراف أشمل في النظام الجديد في مطلع تسعينيات القرن العشرين. مؤكدةً امتيازاتها الوطنية المكتسبة حديثًا، ردت جورجيا بمحاولات عسكرية لكبح الانفصالية بالقوة. في 5 يناير 1991، دخل الحرس الوطني الجورجي تسخينفالي، عاصمة أوسيتيا الجنوبية واندلع قتال في المدينة وحولها. كان النزاع الجورجي الأوسيتي أول أزمة كبرى تواجهها حكومة غامساخورديا.
عند تفكك الاتحاد السوفييتي، اعترفت حكومة الولايات المتحدة بشرعية حدود ما قبل اتفاق مولوتوف-ريبنتروب لعام 1933 (أقامت حكومة فرانكلين دي. روزفلت علاقات دبلوماسية مع الكرملين في نهاية ذلك العام). لهذا السبب، دعمت إدارة جورج بوش الأب بصورة علنية انفصال دول البلطيق، إلا أنها نظرت إلى المسائل المتعلقة باستقلال جورجيا وأرمينيا وأذربيجان وبقية جنوب القوقاز–والتي كانت جزءًا لا يتجزأ من اتحاد الجمهوريات الاشتراكية السوفييتية دون أن تخضع الحدود الدولية لتغيير منذ عشرينيات القرن الماضي- كشؤون سوفييتية داخلية.

## اضطرابات مدنية
تسبب نشاط المعارضة ضد حكومة زفياد غامساخورديا بنزاع سياسي حاد، سرعان ما تحول إلى عنف في خريف عام 1991. بعد تفريق الشرطة لمظاهرة كبيرة للمعارضة في تبليسي في 2 سبتمبر، اعتُقل العديد من المعارضين ودوهمت مكاتبهم وأغلقت الصحف المناصرة للمعارضة. انقسم الحرس الوطني لجورجيا، القوة شبه العسكرية الرئيسية في البلاد، إلى فصيلين واحد مؤيد وآخر مناهض لغامساخورديا. وقفت إلى جانب المعارضة أيضًا منظمة شبه عسكرية قوية أخرى، المخدريوني بقيادة جابا إيوسيلياني.
اتسمت الأشهر الثلاثة التالية بالمظاهرات وبناء الحواجز. في 22 سبتمبر وقعت الوفيات الأولى في تبليسي. في 4 أكتوبر هاجمت جماعات مناهضة لغامساخورديا مناصري غامساخورديا، وقُتل أحد مناصري الرئيس. بحلول أواخر أكتوبر 1991، ألقي القبض على معظم قيادة الحزب الوطني الديمقراطي المعارض، الذي ترأسه جيورجي شانتوريا. تلت ذلك مواجهة بسبب انسحاب المناصرين المسلحين لزعيم الحرس الوطني السابق تنجيز كيتوفاني إلى ضواحي تبليسي حيث بقيوا حتى أواخر ديسمبر 1991 حين اشتد الصراع على السلطة مع زعم المعارضة أن الرئيس غامساخورديا لم يترك فرصةً للتسوية السلمية للأزمة.

## الانقلاب
في 20 ديسمبر 1991، عاد مقاتلو كيتوفاني لبدء الهجوم النهائي على غامساخورديا. أفرج المعارضون المسلحون عن جابا إيوسيلياني، قائد «المخيدريوني» وأقاموا حواجز في وسط تبليسي. في 22 ديسمبر، استولى المتمردون على العديد من المباني الرسمية وهاجموا مبنى البرلمان الذي كان يسيطر عليه غامساخورديا وأنصاره. في الوقت نفسه، كان المتمردون يسيطرون مسبٌقًا على معظم المدينة، وقمعوا بوحشية احتجاجات مؤيدة لغامساخورديا في تبليسي وحولها. وأطلقوا النار على الحشود مما أدى إلى قتل وجرح عدة أشخاص.
في 6 يناير 1992، أُرغم الرئيس غامساخورديا مع أعضاء آخرين في الحكومة على الفرار أولًا إلى أرمينيا ومن ثم إلى الشيشان، حيث قاد ترأس صيغة لحكومة في المنفى لمدة 18 شهرًا.
بعد مرور عدة أيام على بدء القتال، دُمر الشارع الرئيسي في المدينة، شارع روستافيلي، وقُتل ما لا يقل عن 113 شخصًا.

## المقاومة «الزفيادية»
بعد الانقلاب الناجح، شُكّل المجلس العسكري كحكومة مؤقتة في جورجيا. في البداية كان المجلس تحت قيادة الثلاثي جابا يوسيلياني وتنغيز سيغوا وتنغيز كيتوفاني، إلا أنه سرعان ما جرى ترأسه من قبل إدوارد شيفردنادزه، القائد الشيوعي السابق الذي عاد إلى تبليسي في مارس من عام 1992. نصّبت انتخابات عام 1992 شيفرنادزة كرئيس للبرلمان ورئيس للدولة.
على الرغم من غيابه، ظل زفياد غامساخورديا يتمتع بدعم كبير داخل جورجيا، على وجه التحديد في المناطق الريفية وفي إقليمه الأم ساميغريلو غرب جورجيا. وردّ أنصار الرئيس المخلوع، «الزفياديون»، على الانقلاب بمظاهرات عفوية في الشارع، قُمعت بوحشية من قبل القوات الحكومية والجماعات شبه العسكرية. استمرت الاشتباكات بين القوات الموالية والمناهضة لغامساخورديا طوال عامي 1992 و1993 مع أسر مؤيدي زفياد غامساخورديا لموظفين حكوميين وقيام القوات الحكومية بغارات انتقامية ردًا على ذلك. وقع واحد من أخطر الحوادث في تبليسي في 24 يونيو 1992 حين سيطر مسلحون من أنصار غامساخورديا على مركز التلفزيون الحكومي. وعلى الرغم من ذلك، طُردوا في غضون بضع ساعات من قبل الحرس الوطني. في الواقع، منع «الزفياديون» المسلحون القوات الحكومية الجديدة من السيطرة على إقليم غامساخورديا الأصلي ساميغريلو، والذي أصبح معقلًا لأنصار الرئيس المخلوع. ساهمت العديد من أعمال العنف والفظائع التي ارتكبها المخيدريون والقوات الحكومية في هذه المنطقة في المزيد من المواجهات بين السكان المحليين ونظام شيفرنادزة.
في أعقاب الانقلاب والاشتباكات المسلحة في غرب جورجيا، أغلق أصلان أباشيدزه، زعيم مقاطعة أدجارا التي تتمتع بالحكم الذاتي في جنوب غرب البلاد، منطقة حدودية إدارية ومنع الجانبين من الدخول إلى الأراضي الأدجارية. أفضى ذلك إلى تأسيس نظام أباشيدزه شبه الانفصالي الاستبدادي ضمن الإقليم، وخلق مشاكل طويلة الأمد في العلاقات بين الحكومة الإقليمية والحكومة المركزية في جورجيا.

## الحروب الأبخازية والأوسيتية الجنوبية
في فبراير 1992، تصاعد القتال في أوسيتيا الجنوبية بمشاركة روسية متفرقة. في مواجهة عدم الاستقرار الداخلي والفوضى السياسية، وافق شيفرنادزة على المفاوضات لتجنب المواجهة مع روسيا. تم الاتفاق على وقف إطلاق النار وفي 14 يوليو 1992 بدأت عملية لحفظ السلام تتألف من لجنة مراقبة مشتركة ودوريات عسكرية روسية جورجية أوسيتية مشتركة.
بحلول صيف عام 1992، كانت التوترات في منطقة انفصالية أخرى، أبخازيا، تقترب من التطور إلى صراع شامل بين جورجيا وأبخازيا. في 14 أغسطس دخلت القوات الجورجية أبخازيا لنزع سلاح الميليشيات الانفصالية. بحلول نهاية سبتمبر من عام 1993، حارب الانفصاليون المدعومون من قبل روسيا واستولوا على عاصمة الأقليم، سوخومي، بعد قتال شرس في 27 سبتمبر. تلا هزيمة جورجيا العسكرية التطهير العرقي للأغلبية الجورجية في أبخازيا. أسفرت الحرب عن نحو 20 ألف حالة وفاة من كلا الجانبين، ونحو 260 ألف لاجئ ونازح داخلي.

## الحرب الأهلية عام 1993
خلال الحرب الأبخازية، استمر دور القوة الرئيسية لمؤيدي الرئيس السابق، ميليشيا فختانغ (لوتي) كوباليا، في إثارة الجدل. خاضت ميليشيا كوباليا القتال إلى الجانب الجورجي بالقرب من قرية تاميش في أبخازيا ولعبت دورًا مهمًا في هزيمة القوات الخاصة الأبخازية شمال القوقاز. قيّم شيفرنادزة هذه الخطة على أنها «بداية المصالحة الوطنية». في الوقت نفسه، عززوا أنشطتهم تحسبًا لسقوط سوخومي والاستياء العام من سياسة شيفرنادزة التي كانوا يتوقعون أن يتبعوها (كما ذكروا بشكل علني). في 9 و10 يوليو، عقد 72 نائبًا من المجلس الأعلى السابق الذي أطيح به في يناير 1992، جلسةً في زوغديدي وأعلنوا «استعادة الحكومة الشرعية» هناك. أصبح البث على قناتهم التلفزيونية أمرًا مألوفًا بصورة متزايدة.